# Naihati
Naihati est une ville indienne située dans l’État du Bengale-Occidental et ayant en 2001 une population de 215 432 habitants.